# Grand Beach Hotel
Grand Beach Hotel (hebr. מלון גרנד ביץ תל אביב) – czterogwiazdkowy hotel w Tel Awiwie, w Izraelu.
Hotel jest usytuowany przy ulicy HaYarkon, na północny wschód od Parku Niepodległości, w osiedlu Cafon Jaszan w Tel Awiwie. Rozciąga się stąd widok na Morze Śródziemne.

## Pokoje i apartamenty
Hotel dysponuje 212 pokojami hotelowymi i apartamentami. Każdy pokój wyposażony jest w klimatyzację, automatyczną sekretarkę, czajnik do kawy/herbaty, dostępną pościel dla alergików, dostępne łóżeczka dziecięce, lodówkę, łazienkę do użytku prywatnego, otwierane okna, sejf, telefon z linią bezpośrednią i telewizję satelitarną. W pokojach jest dozwolone palenie papierosów. Wszystkie pokoje posiadają klucze elektroniczne/magnetyczne.
Hotel świadczy dodatkowe usługi w zakresie: bezpłatnych śniadań, czyszczenia butów, płatnego dostępu do Internetu w miejscach publicznych, ochrony, personelu wielojęzycznego, pomocy medycznej, pomocy w organizowaniu wycieczek, pralni, sejfu w recepcji, transportu z lotniska, usług okolicznościowych i wypożyczania telefonów komórkowych. Dla ułatwienia komunikacji w budynku jest winda. Hotel nie akceptuje zwierząt.

## Pozostali użytkownicy
Znajduje się tutaj sala konferencyjna z zapleczem do obsługi zorganizowanych grup liczących do 100 osób.
Dodatkowo można korzystać z basenu kąpielowego położonego na zewnątrz budynku. W hotelu jest restauracja, kawiarnia, sala bankietowa, sklep z pamiątkami oraz kiosk.
W budynku swoje siedziby mają firmy: Yaakov Agam i Omer Elevators Ltd..